# 晋平郡
晋平郡，中国南朝史书记载百济在中国东北辽西地区建立的郡，辖晋平县。
《宋書·夷蠻》
“其後高驪略有遼東，百濟略有遼西。百濟所治，謂之晉平郡晉平縣。”
梁《職貢圖》
“百濟，舊來夷馬韓之屬，晉末，駒麗畧有遼東，樂浪亦有遼西晉平縣。”
《梁書·諸夷》
“晉世句驪既略有遼東，百濟亦據有遼西、晉平二郡地矣，自置百濟郡。”
《南史·夷貊》
“晉世句麗既略有遼東，百濟亦據有遼西、晉平二郡地矣，自置百濟郡。”
《通典》
“晋時，句麗旣略有遼東，百濟亦據有遼西、晋平二郡，今柳城北平之間。”